# Ansty, Warwickshire
Ansty är en ort och civil parish i Storbritannien.   Den ligger i grevskapet Warwickshire och riksdelen England, i den södra delen av landet, 130 km nordväst om huvudstaden London. Ansty ligger 78 meter över havet och antalet invånare är 318.
Terrängen runt Ansty är huvudsakligen platt. Ansty ligger nere i en dal. Runt Ansty är det ganska tätbefolkat, med 248 invånare per kvadratkilometer. Närmaste större samhälle är Coventry, 7,1 km väster om Ansty. Trakten runt Ansty består till största delen av jordbruksmark.